# Rondon (Paraná)
Rondon ist ein brasilianisches Munizip im Bundesstaat Paraná. Es hat 10.506 Einwohner (2022), die sich Rondonenser nennen. Seine Fläche beträgt 555 km². Es liegt 413 Meter über dem Meeresspiegel.

## Etymologie
Die Stadt wurde zu Ehren des Marschalls und Schirmherrn der Telekommunikation in Brasilien Cândido Mariano da Silva Rondon benannt, den der Gründer von Rondon, Leôncio de Oliveira Cunha, für seine Pionierarbeit bewunderte, unter dem er gedient hatte und dem er in großer Freundschaft verbunden war.

## Geschichte
In den Jahren 1946 bis 1949 erkundete eine Gruppe von Exploratoren das Hinterland von Paraná. Sie gründeten Siedlungen südlich des Ivaí und im Nordwesten Paranás. Die Stadt Rondon ist ein Ergebnis dieser Erkundungen. Im Jahr 1946 begann Leôncio de Oliveira Cunha mit der Erschließung des Gebiets, das heute die Stadt Rondon bildet.
Im Jahr 1950 nahm die Stadt Rondon mit der Ansiedlung von Gewerbebetrieben und einigen Landwirten, die die ersten landwirtschaftlichen Betriebe aufbauten, Gestalt an. Die speziell für den Anbau von Kaffee gute Qualität der Böden zog immer mehr Familien aus verschiedenen Teilen Brasiliens an.
Rondon wurde durch das Staatsgesetz Nr. 253 vom 26. November 1954 in den Rang eines Munizips erhoben und am 3. Dezember 1955 als Munizip installiert.

## Geografie

### Fläche und Lage

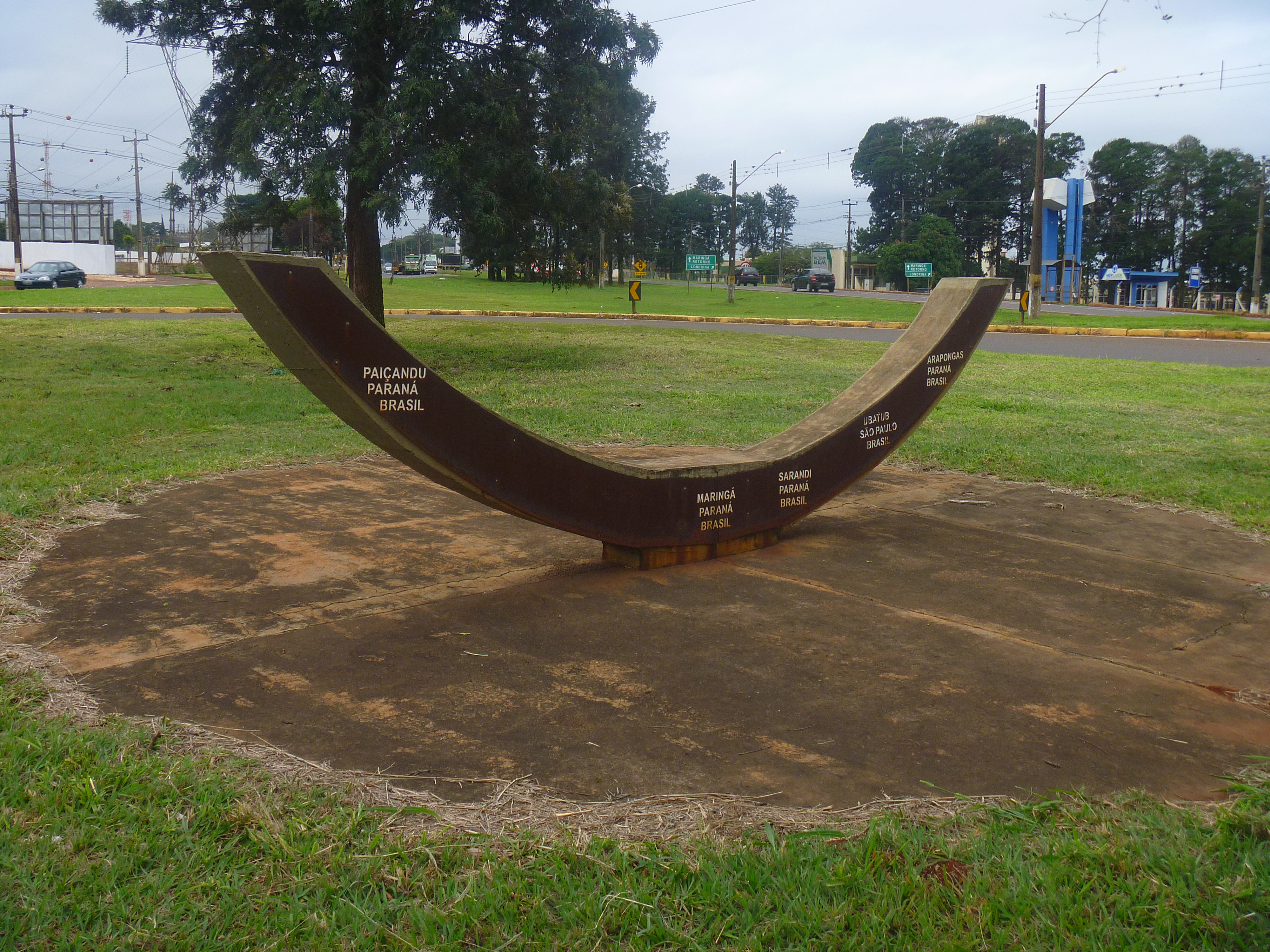
Markierung des Wendekreises des Steinbocks

Rondon liegt auf dem Terceiro Planalto Paranaense (der Dritten oder Guarapuava-Hochebene von Paraná) auf 23° 24′ 39″ südlicher Breite und 52° 45′ 39″ westlicher Länge. Durch das Munizip verläuft der südliche Wendekreis, der Wendekreis des Steinbocks. Es hat eine Fläche von 555 km². Es liegt auf einer Höhe von 413 Metern.

### Vegetation
Das Biom von Rondon ist Mata Atlântica.

### Klima
In Rondon herrscht tropisches Klima. Die meiste Zeit im Jahr ist mit erheblichem Niederschlag zu rechnen. Selbst im trockensten Monat fällt eine Menge Regen. Die Klimaklassifikation nach Köppen und Geiger lautet Af. Es herrscht im Jahresdurchschnitt eine Temperatur von 22,7 °C. Innerhalb eines Jahres gibt es 1491 mm Niederschlag.

### Gewässer
Der Ivaí bildet die nordöstliche Grenze des Munizips. Der Ribeirão Tapiracuí fließt an der südlichen Grenze in Richtung Cidade Gaúcha und schließlich ebenfalls zum Ivaí. In süd-nördlicher Richtung durchläuft der Ribeirão do Salto das Munizip bis zur Mündung in den Ivaí. Der Rio Itaoca fließt an der westlichen Grenze zu Cidade Gaucha in Richtung Norden.

### Straßen
Rondon ist über die PR-492 mit Paranavaí und Umuarama verbunden. Es liegt an der PR-082 von Porto Camargo am Paraná nach Cianorte.

### Nachbarmunizipien
| Guaporema     |                                             | Paraíso do Norte     |
| Cidade Gaúcha | Kompassrose, die auf Nachbargemeinden zeigt | São Manoel do Paraná |
|               | Tapejara                                    | Indianópolis         |

## Stadtverwaltung
Bürgermeister: Robert Aparecido Corredato, PSD (2021–2024)

## Demografie

### Bevölkerungsentwicklung
| Jahr | Einwohner | Stadt | Land |
| ---- | --------- | ----- | ---- |
| 1960 | 38.063    | 8 %   | 92 % |
| 1970 | 22.005    | 16 %  | 84 % |
| 1980 | 12.999    | 25 %  | 75 % |
| 1991 | 8.647     | 49 %  | 51 % |
| 2000 | 8.527     | 68 %  | 32 % |
| 2010 | 8.996     | 80 %  | 20 % |
| 2022 | 10.506    |       |      |

Quelle: IBGE (2011) und Volkszählung 2022

### Ethnische Zusammensetzung
| Gruppe *    | 1991    | 2000    | 2010    | |
| ----------- | ------- | ------- | ------- | --- |
| Weiße       | 65,0 %  | 71,7 %  | 64,0 %  | wer sich als weiß erklärt                                                                                     |
| Schwarze    | 1,9 %   | 4,4 %   | 1,9 %   | wer sich als schwarz erklärt                                                                                  |
| Gelbe       | 0,7 %   | 0,5 %   | 0,2 %   | Personen fernöstlicher Herkunft wie japanisch, chinesisch, koreanisch etc.                                    |
| Braune      | 32,4 %  | 23,3 %  | 33,8 %  | wer sich als braun erklärt oder wer sich mit einer Mischung von zwei oder mehr der fünf Gruppen identifiziert |
| Indigene    | 0,0 %   | 0,0 %   | 0,2 %   | wer sich als Ureinwohner oder Indio erklärt                                                                   |
| ohne Angabe | 0,0 %   | 0,1 %   | 0,0 %   | |
| Gesamt      | 100,0 % | 100,0 % | 100,0 % | |

*) Das IBGE verwendet für Volkszählungen seit 1991 ausschließlich diese fünf Gruppen. Die Gruppenzugehörigkeit wird bei der Befragung vom Einwohner selbst festgelegt. Das IBGE verzichtet bewusst auf Erläuterungen.
Quelle: IBGE (Stand: 1991, 2000 und 2010)